# コルディレラ県
コルディレラ県（スペイン語：Provincia de Cordillera）は、チリの中央部にあるサンティアゴ首都州 (RM) の6つの県のうちの1つである。地理的には、中央峡谷、氷河、川、火山、アンデス山脈の一部を含み、アルゼンチンとの境界にも面している。県都であるプエンテ・アルトは、サンティアゴの約21㎞（13マイル）南南東に位置する。

## 行政
県であるコルディレラは、第二級行政区画であり、大統領によって任命される知事が政治を行っている。2008年10月10日、大統領のミシェル・バチェレは、Alejandro Fernández Arayaを県知事に任命した。

### コムーナ
県は、各自治体の市長と議会により政治が行われる、3つのコムーナ（スペイン語：comunas）から構成される。
- ピルケ
- プエンテ・アルト
- サン・ホセ・デ・マイポ

## 地理と人口動態
以下は、2002年国勢調査による。
- 面積：5,528.3k㎡（2,134平方マイル、州内最大）
- 人口：522,856人（州内2位）
  - 男性：256,193人
  - 女性：266,663人
  - 都市的地域：511,565人
  - 地方：11,291人

## ギャラリー

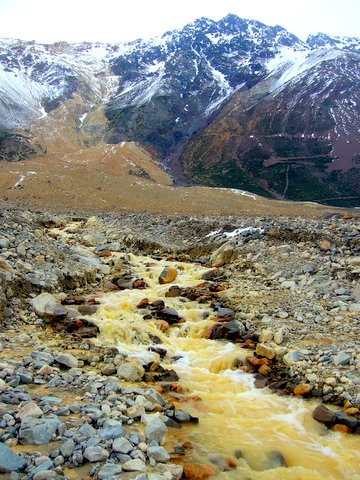
カホン・デル・マイポ
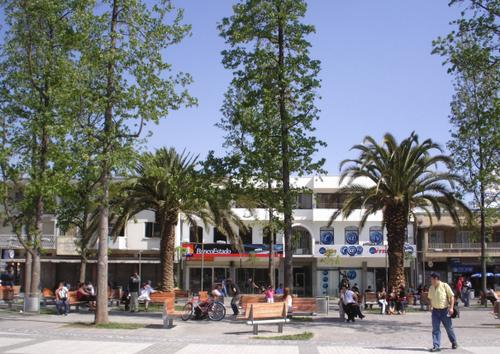
プエンテ・アルト